# Samuel Peploe

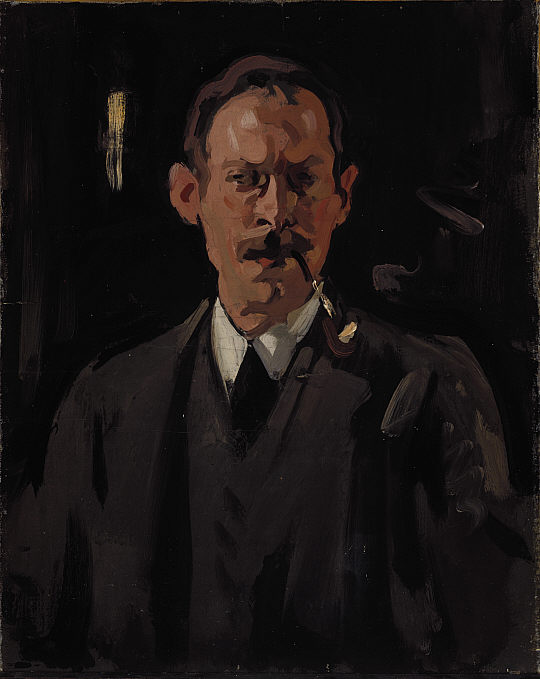
Peploe - Selfportrait 1911

Samuel John Peploe (27 de enero de 1871 - 11 de octubre de 1935) fue un pintor posimpresionista escocés, conocido por sus bodegones y por ser uno del grupo de cuatro pintores que se hizo conocido como los coloristas escoceses. Los otros coloristas fueron John Duncan Fergusson, Francis Cadell y Leslie Hunter.

## Biografía

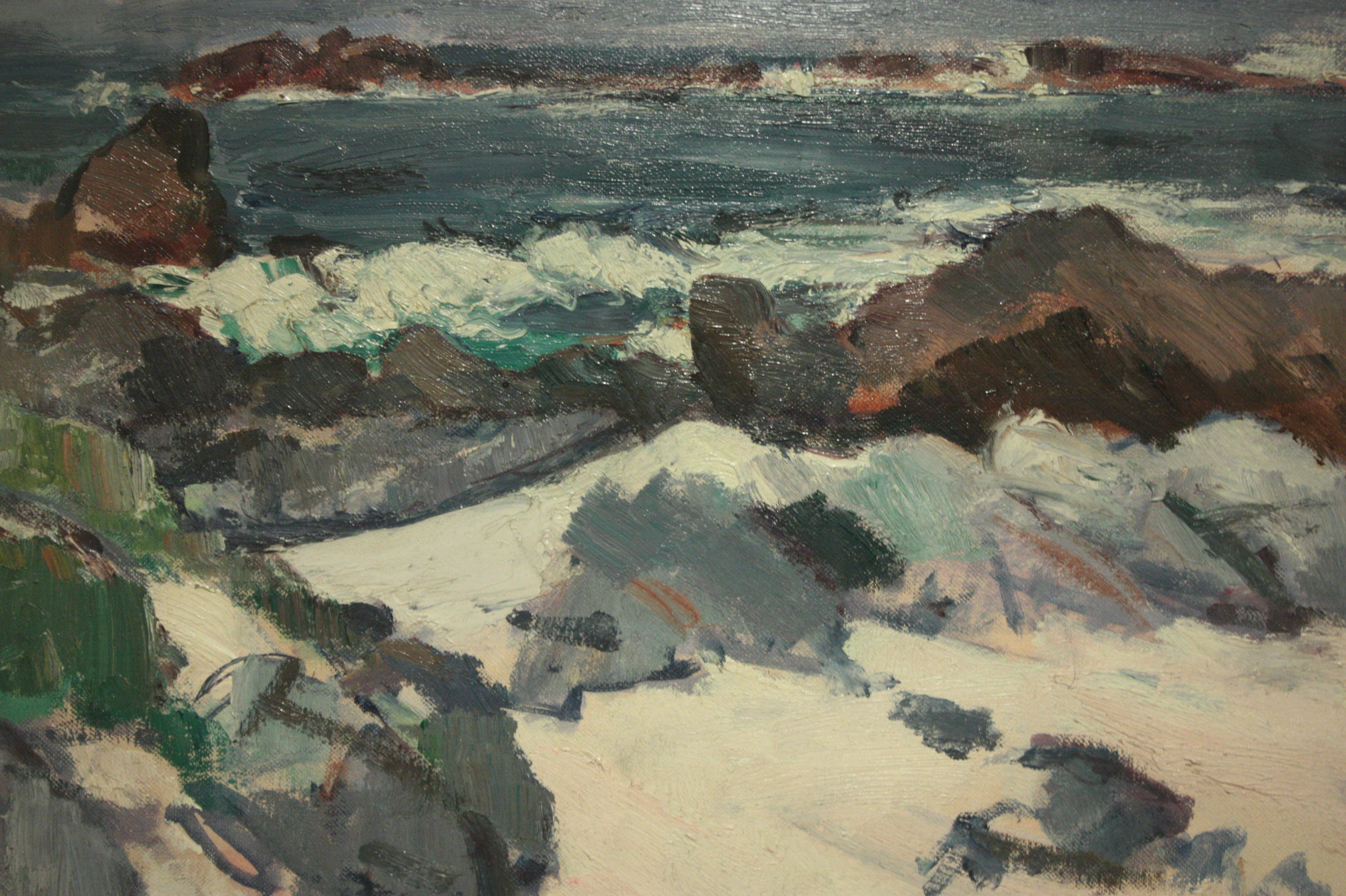
A Rocky Shore, Iona de Samuel Peploe

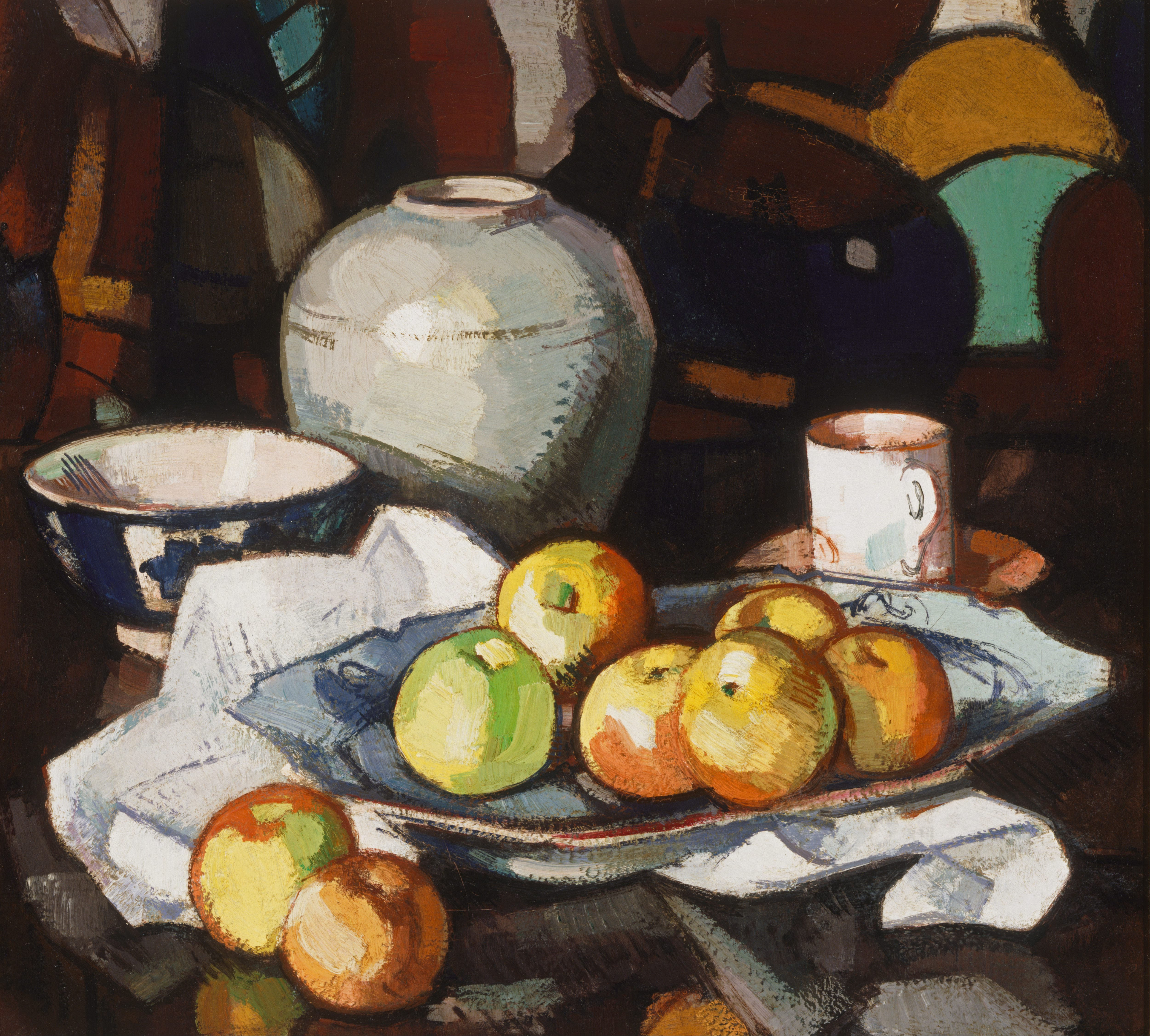
Naturaleza muerta: manzanas y tarro, alrededor de 1912–16, Galería de arte de Nueva Gales del Sur

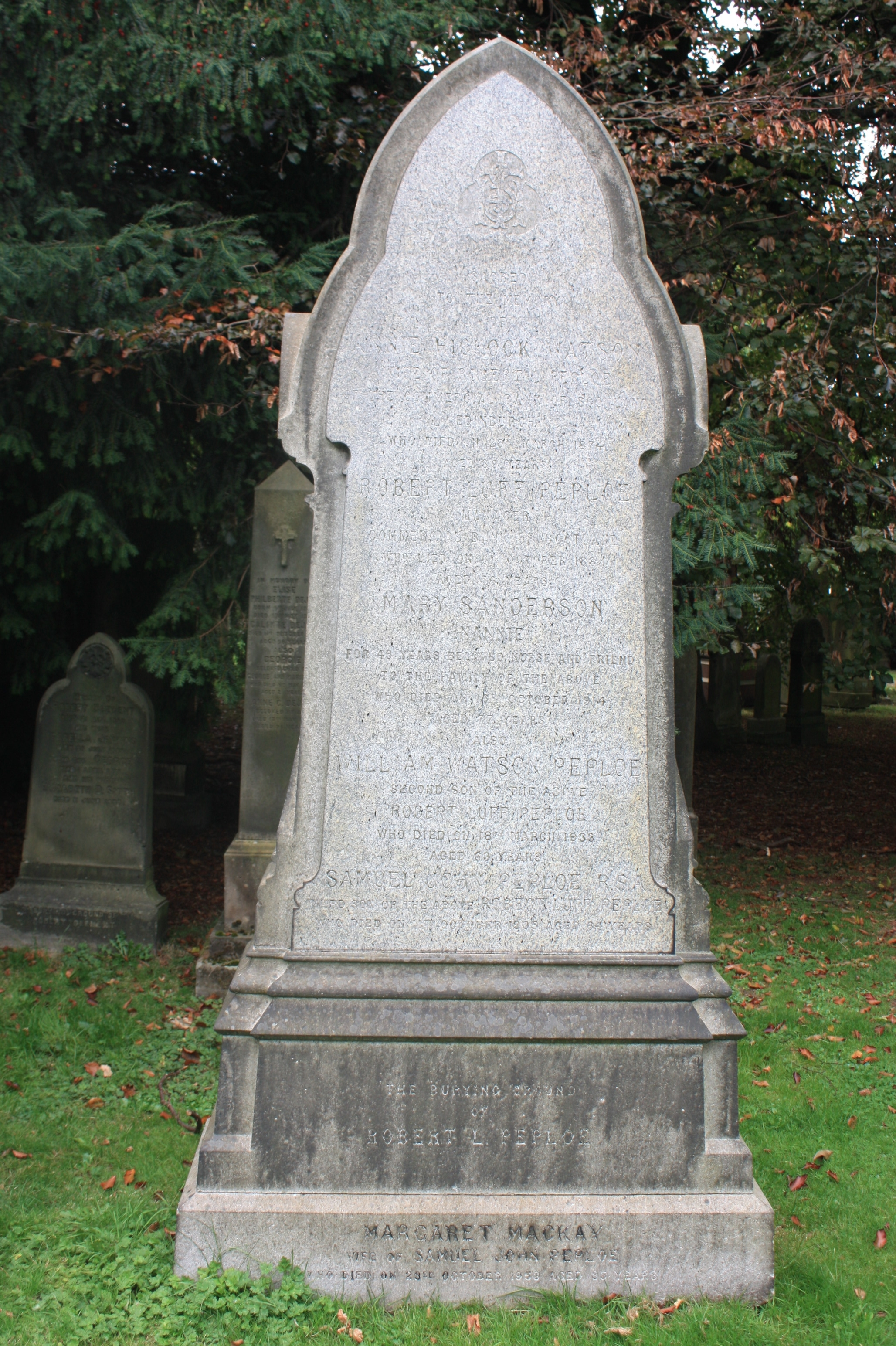
Tumba de Peploe, cementerio Dean, Edimburgo

Nacido en Edimburgo en 39 Manor Place, era hijo de un director de banco, Robert Luff Peploe (1828-1884).
Estudió en las escuelas de la Royal Scottish Academy de 1893 a 1894, y luego en la Académie Julian y la Académie Colarossi de París, donde compartió habitación con Robert Brough. Visitó los Países Bajos en 1895 y regresó con reproducciones de obras de Rembrandt y Frans Hals. A partir de 1901 emprende viajes de pintura al norte de Francia y las Hébridas con su amigo JD Fergusson, otro de los coloristas escoceses. Inspirado por la brillante luz del sol, experimentó con el uso audaz del color, y la influencia del realismo rústico de los pintores franceses es evidente en sus paisajes.
En 1910, Peploe se casó con Margaret MacKay (1873–1958), a quien conocía desde 1894. También se trasladó a París en 1910, un período en el que se concentró cada vez más en la naturaleza muerta y la pintura de paisajes. Sus bodegones muestran la influencia de Manet, con combinaciones de pinceladas fluidas, empastes densos y fondos oscuros con una fuerte iluminación. Al regresar a Escocia en 1912 se encontró con que su marchante habitual rechazaba su obra y se vio obligado a organizar sus propias exposiciones. Peploe realizó viajes para pintar regulares con sus amigos a muchas partes del país, y durante la década de 1920 pasó varios veranos con Francis Cadell, otro colorista escocés, pintando en Iona.
Peploe estuvo fuertemente influenciado por la pintura francesa a lo largo de toda su vida. Aunque su obra nunca llegó a ser demasiado abstracta, se destacó por su uso de colores fuertes, composición ajustada y ejecución meticulosa. Se dice que sus influencias incluyen a de Segonzac, Cézanne, Matisse y Van Gogh.  Murió en Edimburgo en 1935. El hijo menor de Peploe, Denis, siguió la carrera de su padre.
Está enterrado en la parcela familiar en el cementerio Dean de Edimburgo. 

## Legado
La pintura de Peploe de 1905 Still Life with Coffee Pot, vendida el 26 de mayo de 2011 en Christie's en Londres por  937.250 £, es una de las pinturas escocesas más caras vendidas en una subasta; la más cara es White Canoe de Peter Doig, que se vendió por 11 millones. El récord anterior para una obra de Peploe fue de 623.650 libras esterlinas para Tulipanes, vendida en 2010. En octubre de 2012, la pintura Pink Roses de Peploe se vendió por 225.000 libras esterlinas. La pintura había sido relegada a una habitación secundaria porque a la esposa del propietario no le gustaba.
El Museo y Galería de Arte de Kirkcaldy alberga la mayor colección de pinturas de Peploe, aparte de las Galerías Nacionales de Escocia.

## En la ficción
Un cuadro que puede ser o no de Peploe (la cuestión sólo se resuelve al final del libro) tiene un papel central en la novela 44 Scotland Street del escritor escocés Alexander McCall Smith donde un nieto del pintor hace una breve aparición. Una pintura de Peploe también juega un pequeño papel en la novela Winter Solstice de Rosamunde Pilcher. Una pintura de Peploe se menciona como un artículo a la venta por una casa de subastas en The Quaker de Liam McIlvanney.